# جيا (فلم)
جيا (بالإنجليزية: Gia) هو فيلم دراما تم إنتاجه في الولايات المتحدة سنة 1998. الفيلم من إخراج مايكل كريستوفر، وهذا الفيلم من بطولة أنجلينا جولي وفاي دوناوي وإليزابيث ميتشيل.

## الممثلون والشخصيات
- أنجلينا جولي (بدور: جيا)
- إليزابيث ميتشيل (بدور: ليندا)
- فاي دوناوي

## وصلات خارجية
- مقالات تستعمل روابط فنية بلا صلة مع ويكي بيانات

1. ↑  "معلومات عن جيا (فيلم) على موقع port.hu". port.hu. مؤرشف من الأصل في 2019-12-17.
2. ↑  "معلومات عن جيا (فيلم) على موقع csfd.cz". csfd.cz. مؤرشف من الأصل في 2019-12-17.
3. ↑  "معلومات عن جيا (فيلم) على موقع imdb.com". imdb.com. مؤرشف من الأصل في 2019-05-21.